# Кеттелер, Клеменс фон
Клеменс Август фон Кеттелер (нем. Clemens August von Ketteler; 22 ноября 1853, Потсдам — 20 июня 1900, Пекин) — немецкий дипломат.

## Биография
Клеменс фон Кеттелер происходил из дворянского рода Кетлеров. Вскоре после рождения Клеменса семья переехала в Мюнстер. Дядя Клеменса — епископ и политик центристского толка Вильгельм Эммануил фон Кеттелер, племянник — убитый в 1938 году в Вене дипломат Вильгельм фон Кеттелер, дальним родственником Клеменсу фон Кеттелеру приходился маршал Франции Луи Франше д’Эспере. У супруги Кеттелера, американки Матильды Кэсс Ледиярд, были общие предки с президентами США Джорджем Бушем-старшим и Бушем-младшим.
Окончив гимназию в Косфельде в 1873 году, Кеттелер записался в прусскую армию. В 1879 году Кеттелер получил назначение на дипломатическую службу: сначала в 1880—1889 годах он служил переводчиком при германских консульствах в Гуанчжоу и Тяньцзине. Проработав некоторое время в министерстве иностранных дел, Кеттелер получил назначение послом Германии в США, затем в 1896—1899 годах служил в той же должности в Мексике. 11 апреля 1899 года Кеттелер был назначен послом Германии в Китае.
20 июня 1900 года во время Ихэтуаньского восстания Кеттелер направился в сопровождении переводчика Кордеса в китайское министерство иностранных дел на переговоры. Принято считать, что когда Кеттелер покинул пределы Посольского квартала и проходил через ворота Ха-Ta-Mен, его в упор застрелил капрал Эн Хай из охранявшего их маньчжурского знамённого полка. И впоследствии убийца признался, что действовал по приказу командира за денежное вознаграждение. Но по другой версии, Кеттелера убил китайский копейщик. Точные обстоятельства и причины убийства германского посла остаются не выясненными до настоящего времени. Китайские историки даже возлагали часть вины за произошедшее на самого Кеттелера, который якобы имел при себе пистолет и начал стрелять сразу, как только его остановили.
Смерть Клеменса фон Кеттелера стала поводом для военной интервенции на основе объединённого экспедиционной армии нескольких мировых держав в Китай. Германская империя направила в Китай экспедиционный корпус и претендовала на руководящую роль в операции. Интервенция привела к поражению китайцев и заключению так называемого «боксёрского протокола» в сентябре 1901 года. Его первая статья обязывала китайское правительство извиниться за смерть германского посла, отправив в Германию «примирительное посольство», и установить на месте гибели Кеттелера соответствующий его рангу дипломата памятник.
Преемником Кеттелера на посту посла Германии в Пекине стал Альфонс Мумм фон Шварценштейн. Останки Кеттелера первоначально были захоронены китайцами в деревянном ящике в саду германского посольства, затем перевезены в Германию. Могила Клеменса фон Кеттелера находится на Мюнстерском центральном кладбище. В дворцовом саду в Мюнстере в 1903 году был установлен памятник Кеттелеру.